# Omar Govea
Omar Nicolás Govea García (San Luis Potosí, San Luis Potosí, México, 18 de enero de 1996) es un futbolista mexicano que juega como mediocampista en el Club Deportivo Guadalajara de la Primera División de México.

## Trayectoria

### Club América
Desde el torneo Apertura 2012, jugó con el Club América en la categoría sub-17, logró consolidarse con el equipo disputando 34 partidos y 2706 minutos en un total de 3 torneos.

### Mineros de Zacatecas
El 6 de junio de 2014, durante el draft de la Liga de Ascenso se anuncia su llegada a los Mineros de Zacatecas en calidad de préstamo. Bajo el mando del argentino Pablo Marini, debutaría el día 5 de agosto de 2014 ante los Leones Negros de la UdeG en partido de la Copa MX; entrando de cambio en el minuto 81 por Antonio López, posteriormente el partido terminaría con empate a 0 goles. Durante su estancia con el club zacatecano, participaría en un total de 9 encuentros, 5 en la Copa MX Apertura de 2014 y 4 en la Copa MX Clausura de 2015, no pudiendo disputar minutos en el torneo de liga.

### F. C. Oporto "B"
Después de terminar su préstamo con los Mineros y regresar al América, el 8 de julio de 2015, se confirma su fichaje con el F. C. Oporto "B" de la Segunda División de Portugal, llegando a préstamo de un año con opción a compra. El 15 de agosto de 2015, Govea debuta en torneo de liga jugando 59 minutos, en la victoria por 2 a 1 ante Santa Clara. Durante su primer torneo logra obtener la titularidad con el equipo participando en 36 encuentros y contribuye a la consecución del primer título de liga del club; debido a esto, los dragones deciden hacer válida la opción de compra y fichan el mexicano por 2 millones de euros.

### Bélgica
Después de un segundo torneo donde sigue manteniéndose en el once inicial, es cedido al Royal Excel Mouscron de la Primera División de Bélgica para la temporada 2017-18. La temporada siguiente cambiaría de club, pero no de país, marchándose cedido al Royal Antwerp.
En julio de 2019 iniciaría su tercera experiencia en Bélgica tras firmar por tres temporadas con el SV Zulte Waregem.

## Selección nacional

### Categorías inferiores
Fue convocado para jugar con la selección mexicana en el Mundial Sub-17 de 2013, donde a la postre obtendría el subcampeonato. Vio acción en todos los juegos que disputó México en la competencia, donde fue titular en 5 partidos y entró de cambio en el segundo encuentro de la fase de grupos en contra de su similar de Irak; además anotó el décimo tiro en la tanda de penales frente a Brasil en la instancia de cuartos de final. En 2016, participó con la selección mexicana sub-23 en el torneo Esperanzas de Toulon disputado en Francia, donde jugó 3 partidos. En 2017 debuta con la selección en un partido amistoso ante Polonia .

### Participaciones en fases finales
| Torneo                 | Categoría | Sede            | Resultado  | Partidos | Goles |
| ---------------------- | --------- | --------------- | ---------- | -------- | ----- |
| Copa del Mundo de 2013 | Sub-17    | Emiratos Árabes | Subcampeón | 6        | 0     |

## Estadísticas

### Clubes
Actualizado al último partido jugado el 10 de noviembre de 2024.
| Club                           | Div.          | Temporada     | Liga  | Liga  | Liga   | Copas nacionales | Copas nacionales | Copas nacionales | Copas internacionales | Copas internacionales | Copas internacionales | Total | Total | Total  | Media goleadora |
| Club                           | Div.          | Temporada     | Part. | Goles | Asist. | Part.            | Goles            | Asist.           | Part.                 | Goles                 | Asist.                | Part. | Goles | Asist. | Media goleadora |
| ------------------------------ | ------------- | ------------- | ----- | ----- | ------ | ---------------- | ---------------- | ---------------- | --------------------- | --------------------- | --------------------- | ----- | ----- | ------ | --------------- |
| Mineros de Zacatecas · México  | 2.ª           | 2014-15       | 0     | 0     | 0      | 9                | 0                | 0                | —                     | —                     | —                     | 9     | 0     | 0      | 0.00            |
| Mineros de Zacatecas · México  | Total club    | Total club    | 0     | 0     | 0      | 9                | 0                | 0                | 0                     | 0                     | 0                     | 9     | 0     | 0      | 0.00            |
| F. C. Oporto "B" Portugal      | 2.ª           | 2015-16       | 36    | 0     | 3      | —                | —                | —                | —                     | —                     | —                     | 36    | 0     | 3      | 0.00            |
| F. C. Oporto "B" Portugal      | 2.ª           | 2016-17       | 32    | 0     | 1      | —                | —                | —                | —                     | —                     | —                     | 32    | 0     | 1      | 0.00            |
| F. C. Oporto "B" Portugal      | Total club    | Total club    | 68    | 0     | 4      | 0                | 0                | 0                | 0                     | 0                     | 0                     | 68    | 0     | 0      | 0.00            |
| Royal Excel Mouscron · Bélgica | 1.ª           | 2017-18       | 33    | 4     | 6      | 0                | 0                | 0                | —                     | —                     | —                     | 33    | 4     | 6      | 0.12            |
| Royal Excel Mouscron · Bélgica | Total club    | Total club    | 33    | 4     | 6      | 0                | 0                | 0                | 0                     | 0                     | 0                     | 33    | 4     | 6      | 0.13            |
| Royal Antwerp F. C. · Bélgica  | 1.ª           | 2018-19       | 15    | 0     | 1      | 1                | 0                | 0                | —                     | —                     | —                     | 16    | 0     | 1      | 0.00            |
| Royal Antwerp F. C. · Bélgica  | Total club    | Total club    | 15    | 0     | 1      | 1                | 0                | 0                | 0                     | 0                     | 0                     | 16    | 0     | 1      | 0.00            |
| S. V. Zulte Waregem · Bélgica  | 1.ª           | 2019-20       | 21    | 2     | 1      | 3                | 3                | 1                | —                     | —                     | —                     | 24    | 5     | 2      | 0.20            |
| S. V. Zulte Waregem · Bélgica  | 1.ª           | 2020-21       | 28    | 2     | 7      | 1                | 0                | 0                | —                     | —                     | —                     | 29    | 2     | 7      | 0.06            |
| S. V. Zulte Waregem · Bélgica  | 1.ª           | 2021-22       | 6     | 0     | 1      | —                | —                | —                | —                     | —                     | —                     | 6     | 0     | 1      | 0.00            |
| S. V. Zulte Waregem · Bélgica  | Total club    | Total club    | 55    | 4     | 9      | 5                | 3                | 1                | 0                     | 0                     | 0                     | 59    | 7     | 10     | 0.13            |
| FC Voluntari · Rumania         | 1.ª           | 2022-23       | 10    | 1     | 1      | 2                | 0                | 0                | —                     | —                     | —                     | 12    | 1     | 1      | 0.08            |
| FC Voluntari · Rumania         | Total club    | Total club    | 10    | 1     | 1      | 2                | 0                | 0                | 0                     | 0                     | 0                     | 12    | 1     | 1      | 0.08            |
| C. F. Monterrey · México       | 1.ª           | 2023          | 17    | 0     | 3      | —                | —                | —                | —                     | —                     | —                     | 17    | 0     | 3      | 0.00            |
| C. F. Monterrey · México       | 1.ª           | 2023-24       | 33    | 0     | 4      | —                | —                | —                | 9                     | 0                     | 0                     | 42    | 0     | 4      | 0.00            |
| C. F. Monterrey · México       | Total club    | Total club    | 50    | 0     | 7      | 0                | 0                | 0                | 9                     | 0                     | 0                     | 59    | 0     | 7      | 0.00            |
| C. D. Guadalajara · México     | 1.ª           | 2024-25       | 12    | 0     | 0      | —                | —                | —                | 1                     | 0                     | 0                     | 13    | 0     | 0      | 0.00            |
| C. D. Guadalajara · México     | Total club    | Total club    | 12    | 0     | 0      | 0                | 0                | 0                | 1                     | 0                     | 0                     | 13    | 0     | 0      | 0.00            |
| Total carrera                  | Total carrera | Total carrera | 243   | 9     | 28     | 16               | 3                | 1                | 10                    | 0                     | 0                     | 269   | 12    | 29     | 0.06            |
| 1. 2.                          |               |               |       |       |        |                  |                  |                  |                       |                       |                       |       |       |        |                 |

### Resumen estadístico
|                            | Partidos | Goles | Promedio |
| -------------------------- | -------- | ----- | -------- |
| Liga                       | 165      | 8     | 0.04     |
| Copas nacionales           | 14       | 3     | 0.21     |
| Selección de México sub-17 | 6        | 0     | 0.00     |
| Selección de México        | 4        | 0     | 0.00     |
| Total                      | 189      | 11    | 0.05     |

## Palmarés

### Títulos nacionales
| Título           | Equipo           | País     | Año  |
| ---------------- | ---------------- | -------- | ---- |
| Segunda División | F. C. Oporto "B" | Portugal | 2016 |